# Odprto prvenstvo Francije 2015
Odprto prvenstvo Francije 2015 je sto štirinajsti teniški turnir za Grand Slam, ki je med 24. majem in 7. junijem 2015 potekal v Parizu.

## Moški posamično
Stan Wawrinka :  Novak Đoković, 4–6, 6–4, 6–3, 6–4

## Ženske posamično
Serena Williams :  Lucie Šafářová, 6–3, 6–7(2–7), 6–2

## Moške dvojice
Ivan Dodig /  Marcelo Melo :  Bob Bryan /  Mike Bryan, 6–7(5–7), 7–6(7–5), 7–5

## Ženske dvojice
Bethanie Mattek-Sands /  Lucie Šafářová :  Casey Dellacqua /  Jaroslava Švedova, 3–6, 6–4, 6–2

## Mešane dvojice
Bethanie Mattek-Sands /  Mike Bryan :  Lucie Hradecká /  Marcin Matkowski, 7–6(7–3), 6–1